# John Guise
Sir John Douglas Guise (ur. 29 sierpnia 1914 w Prowincji Milne Bay, zm. 7 lutego 1991) – polityk Papui-Nowej Gwinei. Pierwszy gubernator generalny tego kraju od 16 września 1975 do 1 marca 1977. Jego następcą został Tore Lokoloko.
Odznaczony Krzyżem Wielkim Orderu św. Michała i św. Jerzego, Kawaler Komandor Orderu Imperium Brytyjskiego (KBE).